# 박준영 (1982년)
박준영(朴俊映, 1982년 3월 12일 ~ )은 일본에서 활동하고 있는 대한민국의 가수이다.

## 출연작
- 2024년 MBN 《현역가왕2》 (한국예능 첫 출연)